# Isernia
Isernia es una localidad y comune italiana de la provincia homónima, en la región de Molise. Cuenta con una población de 21 831 habitantes.

## Toponimia
El nombre en italiano de la localidad es Isernia (en latín: Aesernia o, según Plinio y escritores posteriores, Eserninus, o en el Itinerario de Antonino, Serni; Griego: Αἰσερνία).

## Geografía
Se encuentra situada sobre una cresta rocosa 350 m a 475 m entre los ríos Carpino y Sordo, el diseño urbano de la ciudad todavía refleja el esquema antiguo de un pueblo romano, con una calle central ancha, el cardo maximus, aún representado por el Corso Marcelli, y calles laterales en ángulo recto a ambos lados. 
La comuna de Isernia incluye dieciséis fracciones. La más densamente poblada es Castelromano que se encuentra ubicada en una planicie en la base del monte La Romana (862 m), a 5 km de Isernia.

## Demografía
| Gráfica de evolución demográfica de Isernia entre 1861 y 2008 |
|                                                               |
| Fuente ISTAT - elaboración gráfica de Wikipedia               |